# Halis Özkahya
Halis Özkayha (Kütahya, 30 mei 1980) is een Turks voormalig voetbalscheidsrechter. Hij was in dienst van FIFA en UEFA tussen 2009 en 2021. Ook leidt hij van 2006 tot 2021 wedstrijden in de Süper Lig.
Op 20 augustus 2006 leidde Özkahya zijn eerste wedstrijd in de Turkse nationale competitie. Tijdens het duel tussen Konyaspor en Antalyaspor (0–0) trok de leidsman viermaal de gele kaart. In Europees verband debuteerde hij tijdens een wedstrijd tussen Irtysj Pavlodar en Szombathelyi Haladás in de voorronde van de UEFA Europa League; het eindigde in 2–1 voor de thuisploeg en Özkahya gaf twee gele kaarten. Zijn eerste interland floot hij op 1 juni 2011, toen Oekraïne met 2–0 won van Oezbekistan. Tijdens dit duel gaf Özkahya alleen een gele kaart aan Vjatsjeslav Sjevtsjoek.

## Interlands
| Datum            | Plaats                  | Wedstrijd                             | Uitslag | Competitie             | Kreeg geel | Kreeg voor de tweede keer geel en dus rood | Weggestuurd |
| ---------------- | ----------------------- | ------------------------------------- | ------- | ---------------------- | ---------- | ------------------------------------------ | ----------- |
| 1 juni 2011      | Kiev, Oekraïne          | Oekraïne – Oezbekistan                | 2 – 0   | Vriendschappelijk      | 1          | 0                                          | 0           |
| 15 augustus 2012 | Skopje, Macedonië       | Macedonië – Litouwen                  | 1 – 0   | Vriendschappelijk      | 4          | 0                                          | 0           |
| 26 maart 2013    | Neurenberg, Duitsland   | Duitsland – Kazachstan                | 4 – 1   | WK 2014 kwalificatie   | 0          | 0                                          | 0           |
| 28 maart 2015    | Bakoe, Azerbeidzjan     | Azerbeidzjan – Malta                  | 2 – 0   | EK 2016 kwalificatie   | 3          | 0                                          | 0           |
| 13 juni 2015     | Elbasan, Albanië        | Albanië – Frankrijk                   | 1 – 0   | Vriendschappelijk      | 4          | 0                                          | 0           |
| 10 oktober 2017  | Saint-Denis, Frankrijk  | Frankrijk – Wit-Rusland               | 2 – 1   | WK 2018 kwalificatie   | 4          | 0                                          | 0           |
| 27 maart 2018    | Aksu, Turkije           | Azerbeidzjan – Macedonië              | 1 – 1   | Vriendschappelijk      | 3          | 0                                          | 0           |
| 15 oktober 2018  | Tallinn, Estland        | Estland – Honduras                    | 3 – 3   | Nations League 2018/19 | 5          | 0                                          | 0           |
| 21 maart 2019    | Skopje, Noord-Macedonië | Macedonië – Letland                   | 3 – 1   | EK 2020 kwalificatie   | 0          | 1                                          | 0           |
| 10 oktober 2019  | Riga, Letland           | Letland – Polen                       | 0 – 3   | EK 2020 kwalificatie   | 1          | 0                                          | 0           |
| 18 november 2019 | Vaduz, Liechtenstein    | Liechtenstein – Bosnië en Herzegovina | 0 – 3   | EK 2020 kwalificatie   | 2          | 0                                          | 0           |
| 8 oktober 2020   | Moskou, Rusland         | Rusland – Zweden                      | 1 – 2   | Vriendschappelijk      | 2          | 0                                          | 0           |
| 12 oktober 2021  | Nur-Sultan, Kazachstan  | Kazachstan – Finland                  | 0 – 2   | WK 2022 kwalificatie   | 4          | 0                                          | 0           |